# Piper subasperifolium
Piper subasperifolium är en pepparväxtart som beskrevs av Truman George Yuncker. Piper subasperifolium ingår i släktet Piper och familjen pepparväxter. Inga underarter finns listade i Catalogue of Life.